# Tianchi (Paektusan)
Tianchi (Koreaans: 천지, McCune-Reischauer: Ch’ŏnji; Mandarijn: 天池, Hanyu Pinyin: tiānchí = (letterlijk) "hemelmeer") is een kratermeer op de grens tussen China en Noord-Korea. Het ligt in een caldera boven op de vulkaan Paektusan, die deel uitmaakt van het Baekdudaegan gebergte en het Changbaigebergte.
Het meer behoort toe aan Noord-Korea. Het ligt deels in de Noord-Koreaanse provincie Ryanggang-do en deels in de Chinese provincie Jilin.

## Geologie en limnologie
De caldera waar het meer in ligt is ontstaan door een grote vulkaanuitbarsting rond het jaar 969 (± 20 jaar).
Het meer ligt op een hoogte van 2.189,1 meter, en is daarmee een van de hoogstgelegen meren ter wereld. Het meer beslaat een oppervlak van 9,82 km², heeft een lengte van 4,85 kilometer en een breedte van 3,35 kilometer. Het meer is op sommige plekken 384 meter diep. Van oktober tot juni is het meer bedekt met ijs.

## Monster
Volgens verschillende verhalen zou in het meer een monster zitten. Dit monster is mogelijk gerelateerd aan de mythologische Kun. Het wezen werd voor het eerst gerapporteerd in 1903, en toen omschreven als een buffelachtig monster. In 1962 kwamen er honderden meldingen binnen van mensen die het monster gezien zouden hebben.
Op 6 september 2007 maakte de Chinese journalist Zhuo Yongsheng voor een lokale tv-zender een 20 minuten durende film waarin hij beweerde zes vinpotige "Tianchi-monsters" te hebben gefilmd. Hij stuurde ook foto’s van de film op naar Xinhua's Jilin provinciale bureau. Tot op heden bestaat er echter geen onomstotelijk bewijs dat er inderdaad een dergelijk wezen in het meer zit.